# Mont Nébo
Le mont Nébo (en hébreu : הר נבו ; en arabe : جبل نيبو, « colline, tumulus ») est un sommet de 817 mètres situé dans l'Ouest de la Jordanie actuelle. 

## Récit biblique
Dans le livre du Deutéronome (chapitre 34) qui fait partie de la Bible, Dieu a interdit à Moïse d'aller dans la Terre promise vers laquelle il a conduit les Hébreux sortis d'Égypte. Moïse a observé la terre promise le Pays de Canaan du haut du mont Nébo, il y est mort à 120 ans (Deutéronome 34,5–6). L’archange Michel a emporté le corps de Moïse pour l’enterrer.
Le lieu biblique du mont Nébo n'est pas connu précisément car les passages bibliques qui s'y réfèrent sont l'objet de différentes interprétations : si pour certains, le lieu décrit dans la Bible est le mont Sinaï, il se trouve pour d'autres dans les monts Abarim à l'est de l'embouchure du Jourdain dans la mer Morte (d'après Nombres 33,47–48). 
Ces hauteurs dans l'ouest de la Jordanie permettent d'observer le cours du Jourdain, et les terres de l'autre rive jusqu'à Jéricho, voire Jérusalem par temps dégagé. Le passage biblique évoque plusieurs sommets des Abarim : le mont Nébo, le mont Peor (« qui s'ouvre ») et le mont Pisgah (en) (en hébreu, Pisgah signifie « pic »). Le site actuel qui se visite est le ras Siyagha, qui se traduit de l'araméen d'origine par « colline du monastère ».
Si la tradition chrétienne fixe la tombe de Moïse sur ce mont, les musulmans l'honorent de l'autre côté du Jourdain, près de Jéricho, dans le sanctuaire de Nabi Moussa, le pèlerinage (mawsim) étant mentionné pour la première fois en 1924 dans l’ouvrage d’Ibn Fadl al-‘Umarî.

## Histoire

### IVe–IXesiècle: périodebyzantine, le sanctuaire du mémorial de Moïse
Au IVe siècle, un sanctuaire chrétien primitif (église quadrangulaire triconque) est construit sur le sommet occidental du mont Nébo, réputé abriter le mausolée de Moïse mais dont on ne connaît pas l'endroit exact de la sépulture, si elle existe car l'historicité de ce personnage biblique est inaccessible. Une chapelle baptismale est ajoutée en 530. 
Le sanctuaire est modifié et restructuré en plan basilical à la fin du VIe siècle jusqu'au début du VIIe siècle. Ce sanctuaire suscite des pèlerinages dès le IVe siècle comme le mentionne le Peregrinatio Aetheriae d'Égérie qui évoque le sanctuaire tenu par des moines égyptiens.
Les pèlerinages en Terre Sainte à cette époque partent de Jérusalem, passent par l'oasis de Jéricho, Ayun Musa (les chutes de Moïse (en)), le mont Nébo et se terminent par une baignade dans les sources chaudes de Ma'in (ar).

### XIXeauXXIesiècle: fouilles archéologiques par les Franciscains et patrimonialisation du site
En 1863, l'archéologue Félicien de Saulcy identifie le mont Nébo avec le Jebel Neba (ou Jebel Nebbeh, littéralement la « montagne de Moïse »). En 1864, au cours des expéditions archéologiques sous la direction du duc de Luynes, les explorateurs de l'expédition française photographient les ruines du sanctuaire.
En 1933, la Custodie franciscaine de Terre sainte achète aux Bédouins qui l’occupaient le sommet de la colline de Siyagha. Des fouilles sont entreprises sous la direction d’archéologues du Studium Biblicum Franciscanum de Jérusalem. Les recherches se sont étendues à d’autres sites chrétiens proches et ont permis de mettre en évidence l’existence d’une école de mosaïque aux VIe et VIIe siècles dans la région de l’ancien diocèse de Madaba : église des Saints-Lot-et-Procope à Khirbet al-Mukhayyat, mosaïques de la Carte de la Palestine dans l’église Saint-Georges et mosaïque de l’église des Saints-Apôtres à Madaba.
Les autorités jordaniennes, de concert avec les Franciscains participent depuis à la patrimonialisation de ce sanctuaire « international », aménageant ce lieu pour recevoir des milliers de visiteurs, pèlerins et touristes confondus.
Le 9 mars 2000, le pape Jean-Paul II visite le mont Nébo, au cours de son pèlerinage en Terre sainte. Le 9 mai 2009, le pape Benoît XVI visite le site, au cours de son voyage apostolique en Terre sainte.

## Monuments du mont Nébo

### Vestiges de la basilique du mémorial de Moïse et les mosaïques
La basilique du mausolée de Moïse est constituée d'un ensemble de constructions et restructurations, entre le IVe siècle et le début du VIIe siècle, dont :
- le sanctuaire primitif ;
- l'ancien diakonikon-baptistère : la mosaïque principale représente sur quatre registres des scènes de chasse et pastorale. Les mosaïques du baptistère sont l’œuvre des mosaïstes Soel, Kaium et Elijah et datées de 530 ;
- la chapelle du baptistère sud ;
- la chapelle de la Théotokos (« Mère de Dieu »).

La structure qui protégeait les vestiges de la basilique et les sols de mosaïque depuis 1963 a été démontée en 2008 : un nouveau bâtiment est depuis lors en construction. Cette nouvelle construction devrait permettre de concilier la protection du patrimoine archéologique du mont Nébo et l'important afflux touristique qu'il génère.

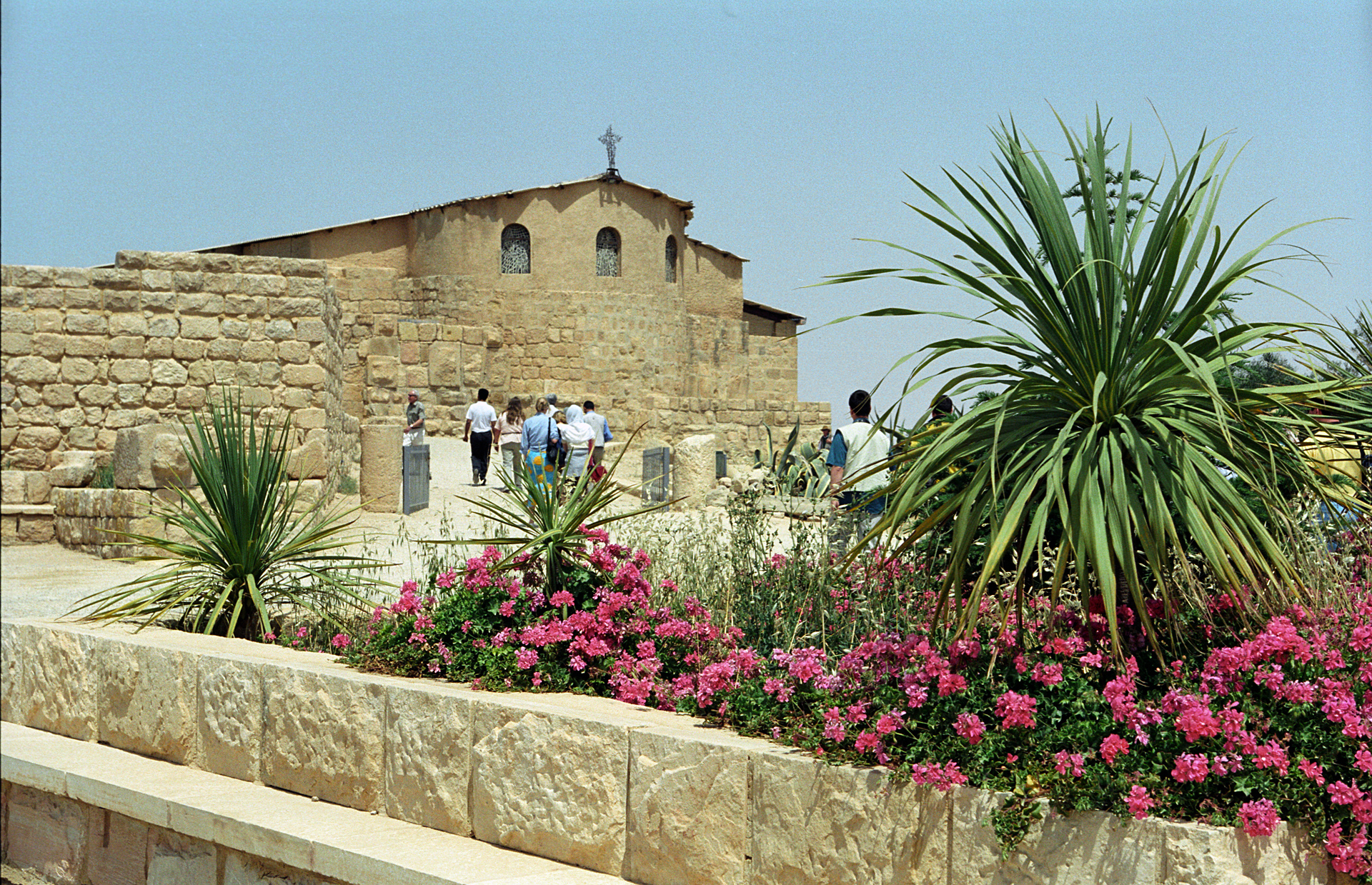
Basilique avant sa restauration
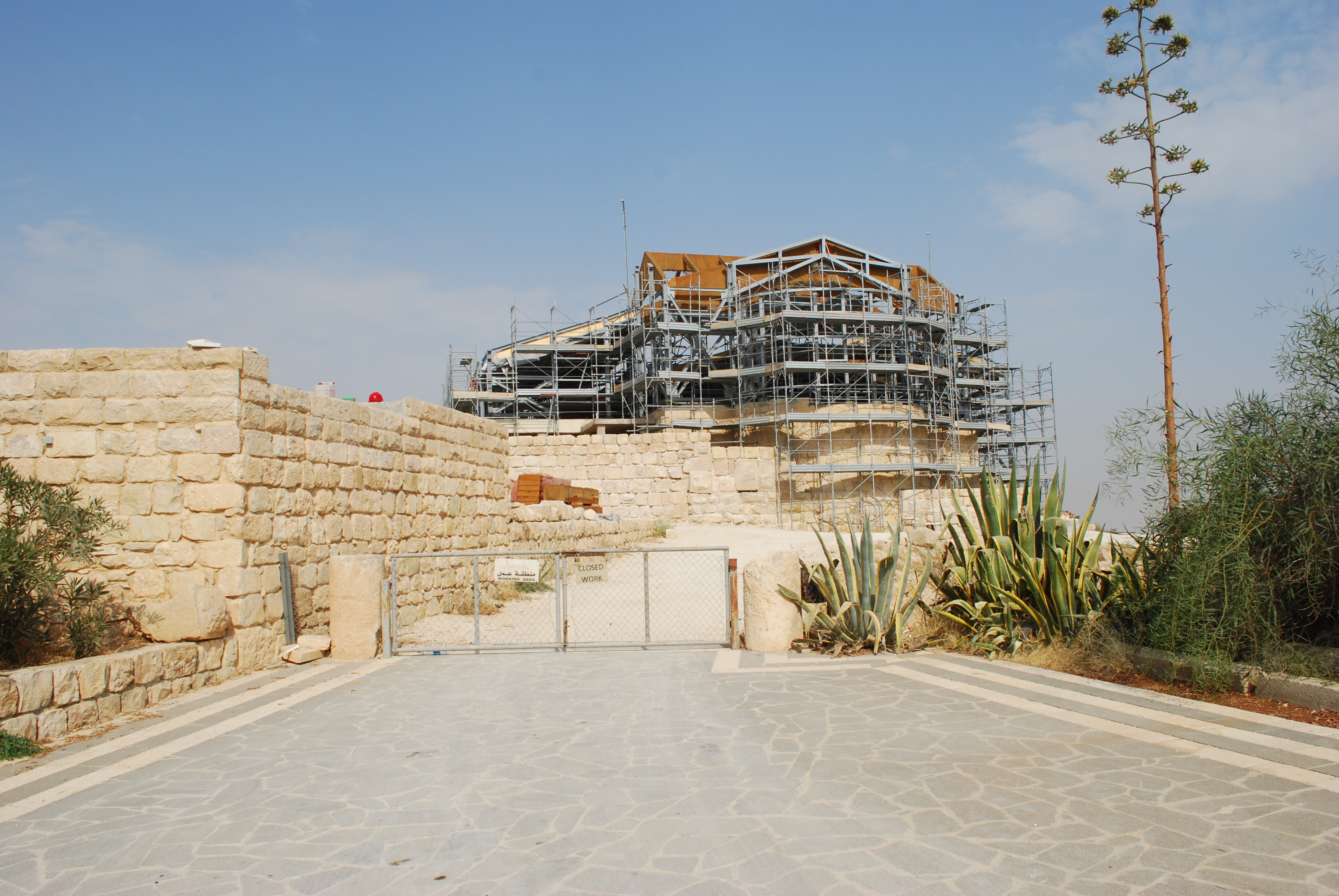
Chantier de la nouvelle couverture de la basilique du mémorial de Moïse (septembre 2010)
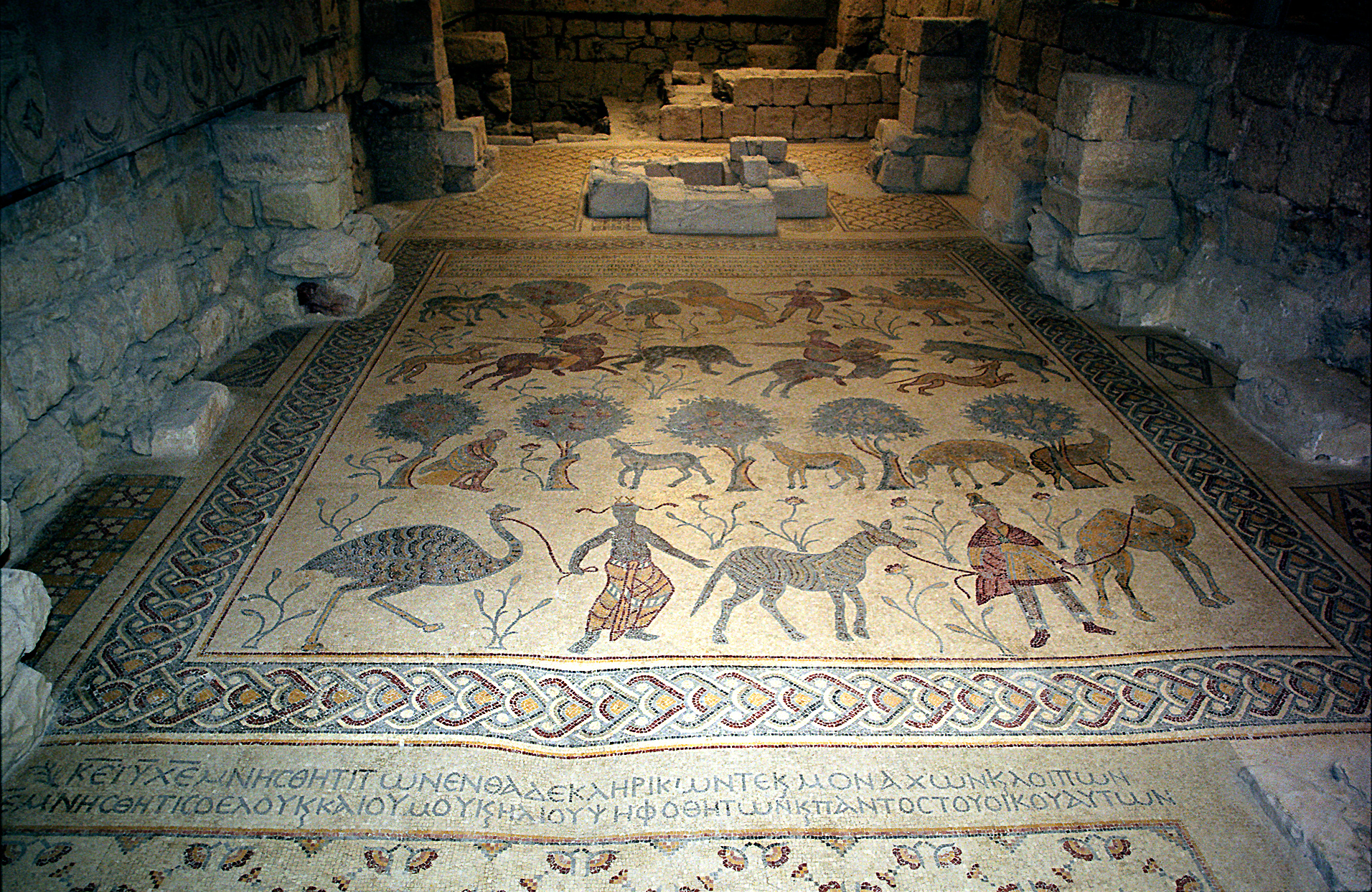
La mosaïque du diakonikon-baptistère de la basilique du mémorial de Moïse

### Monuments commémoratifs et œuvres d'art
- Monument du Jubilé de l'an 2000 : le monument du Jubilé a été érigé à l'occasion de la visite du pape Jean-Paul II au mont Nébo.
- Monument du Serpent d'airain : le Serpent d'airain est une œuvre du sculpteur italien Giovanni Fantoni.

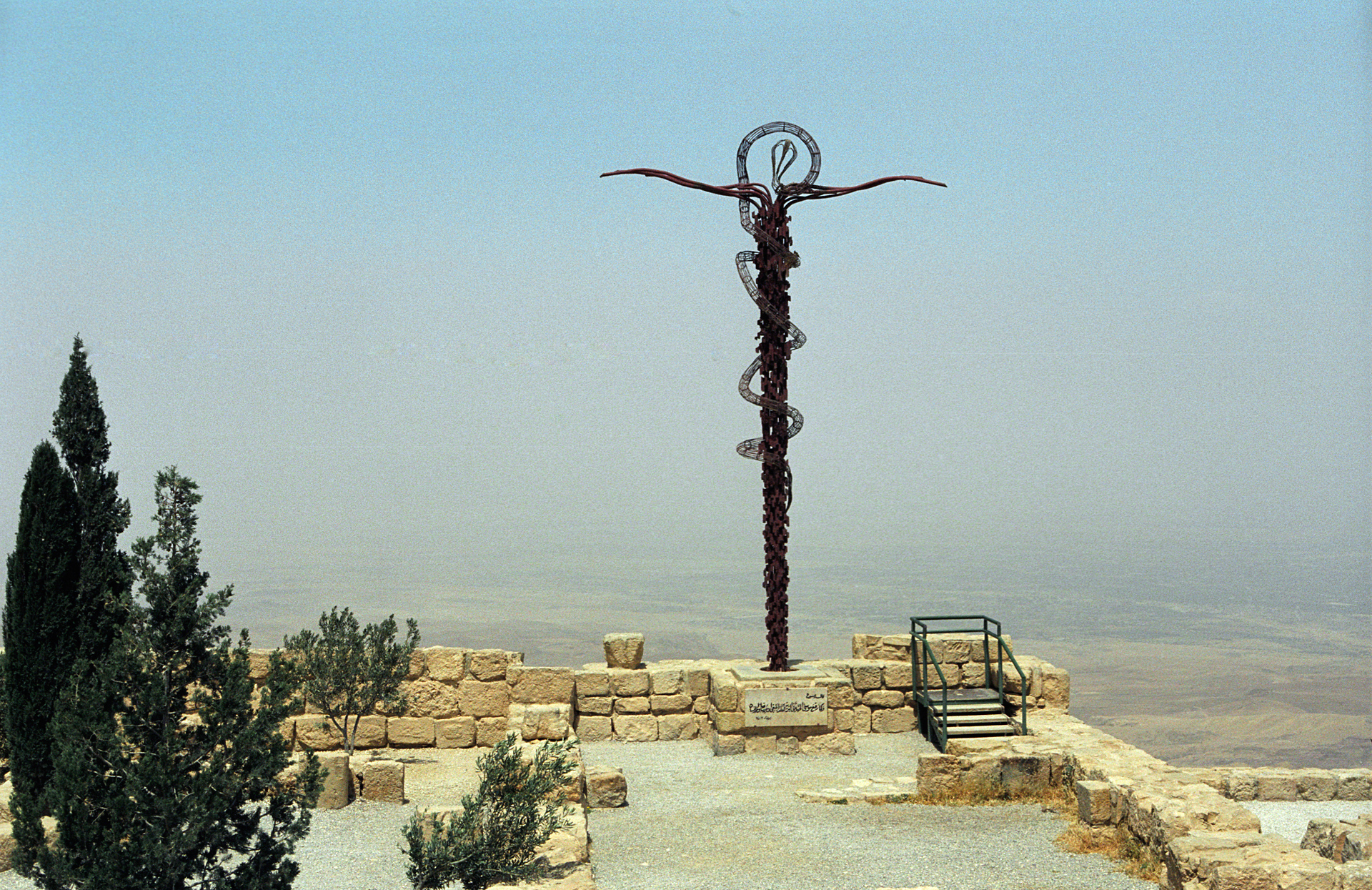
Serpent d'airain

### Khirbet al-Mukkhayat
À quelques kilomètres de la basilique du mémorial de Moïse, le village de Khirbet al-Mukkhayat abrite les vestiges de plusieurs édifices byzantins du VIe siècle, dont les mosaïques ont également été mises au jour par les archéologues du Studium Biblicum Franciscanum. 
- Chapelle du Prêtre Jean
- Église des Saints-Lot-et-Procope

Mosaïque des vendanges de l'église des saints Lot et Procope à Kirbat al Mukhayya
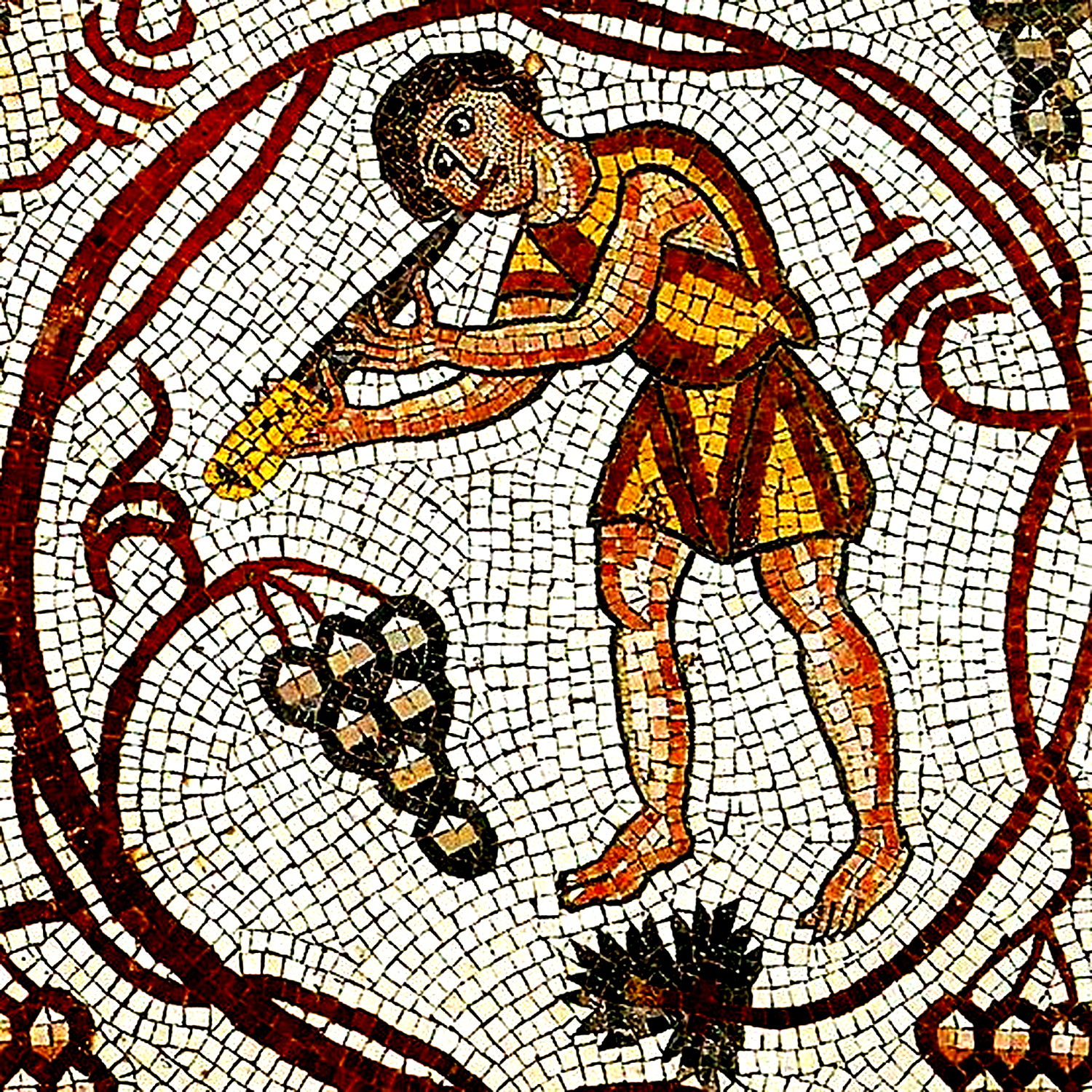
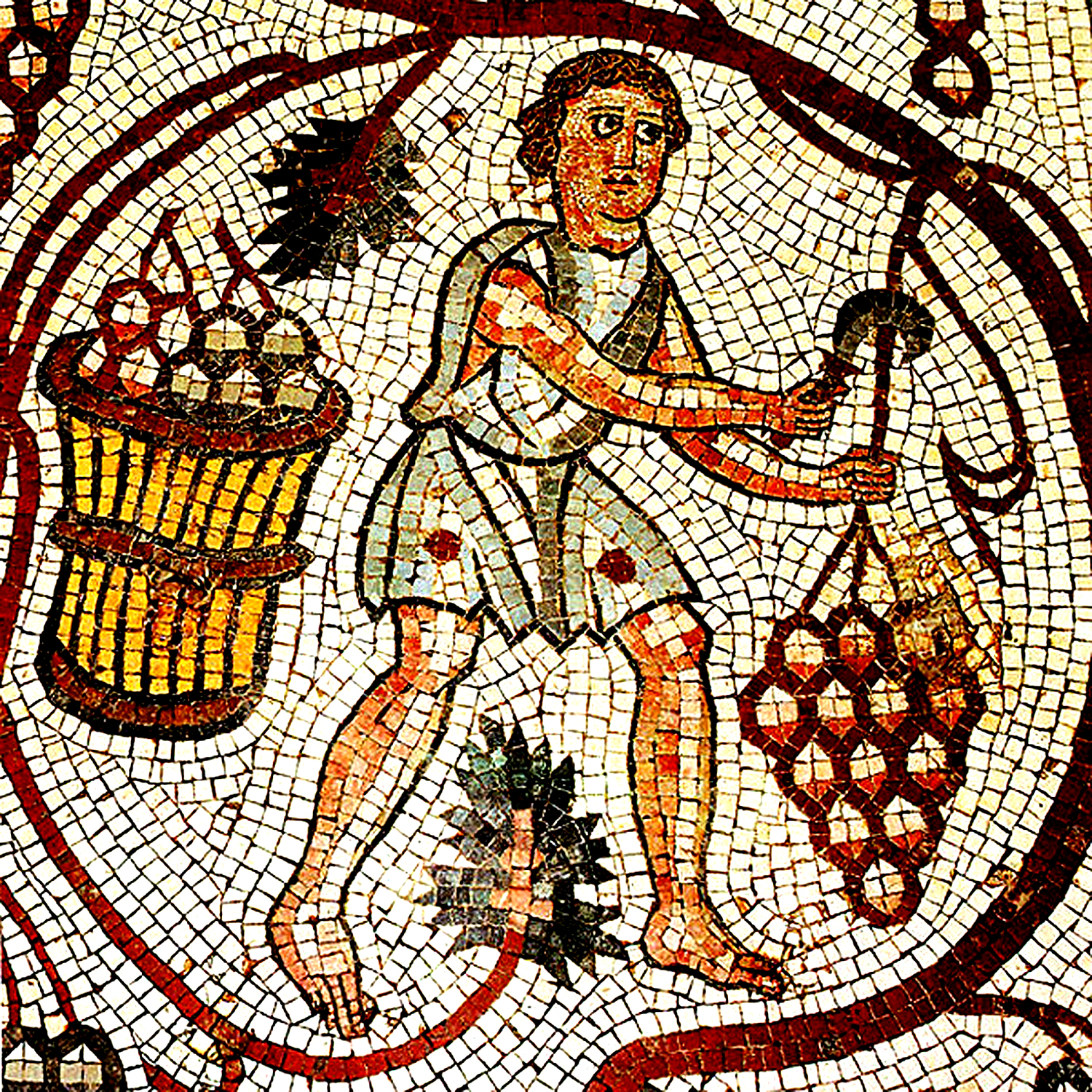
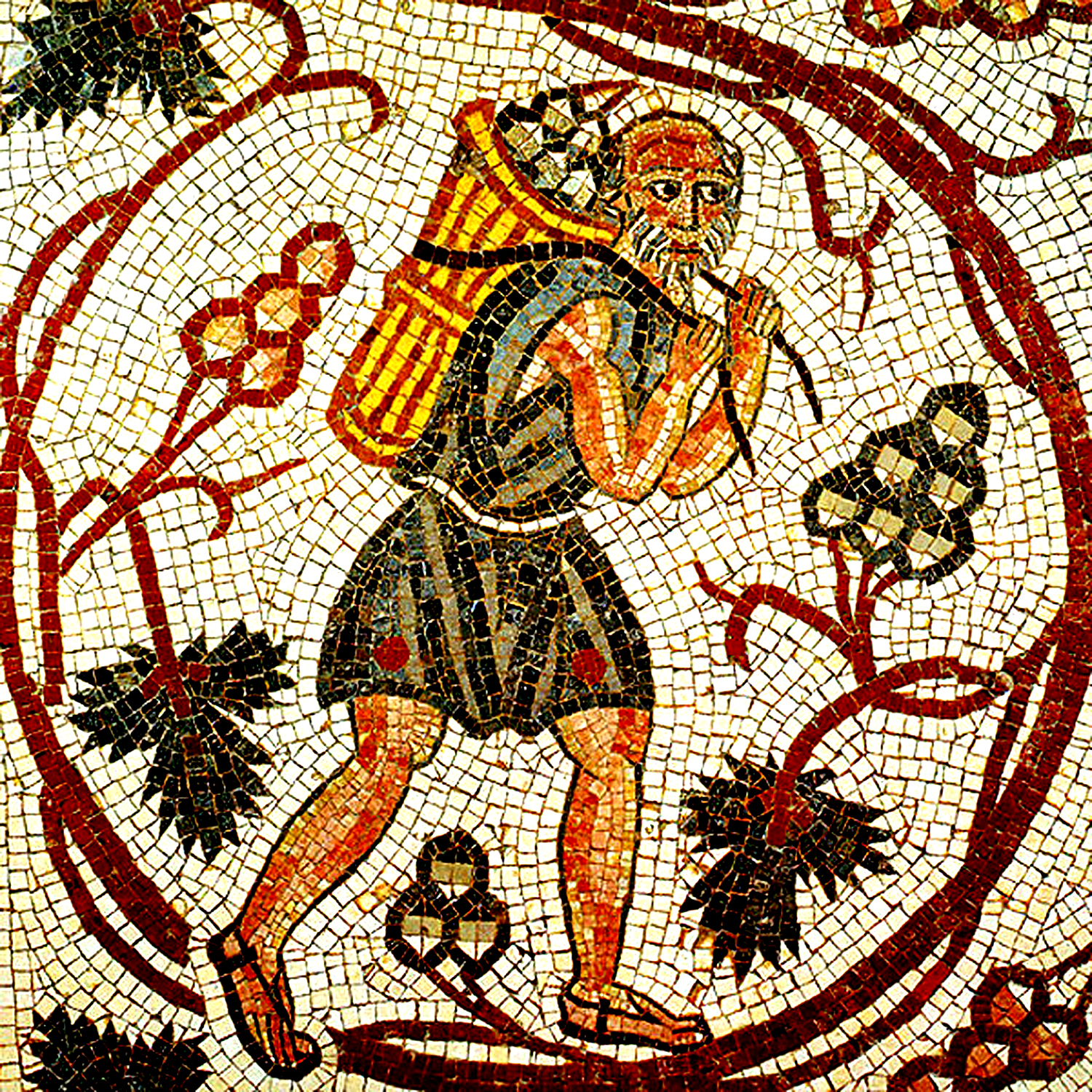
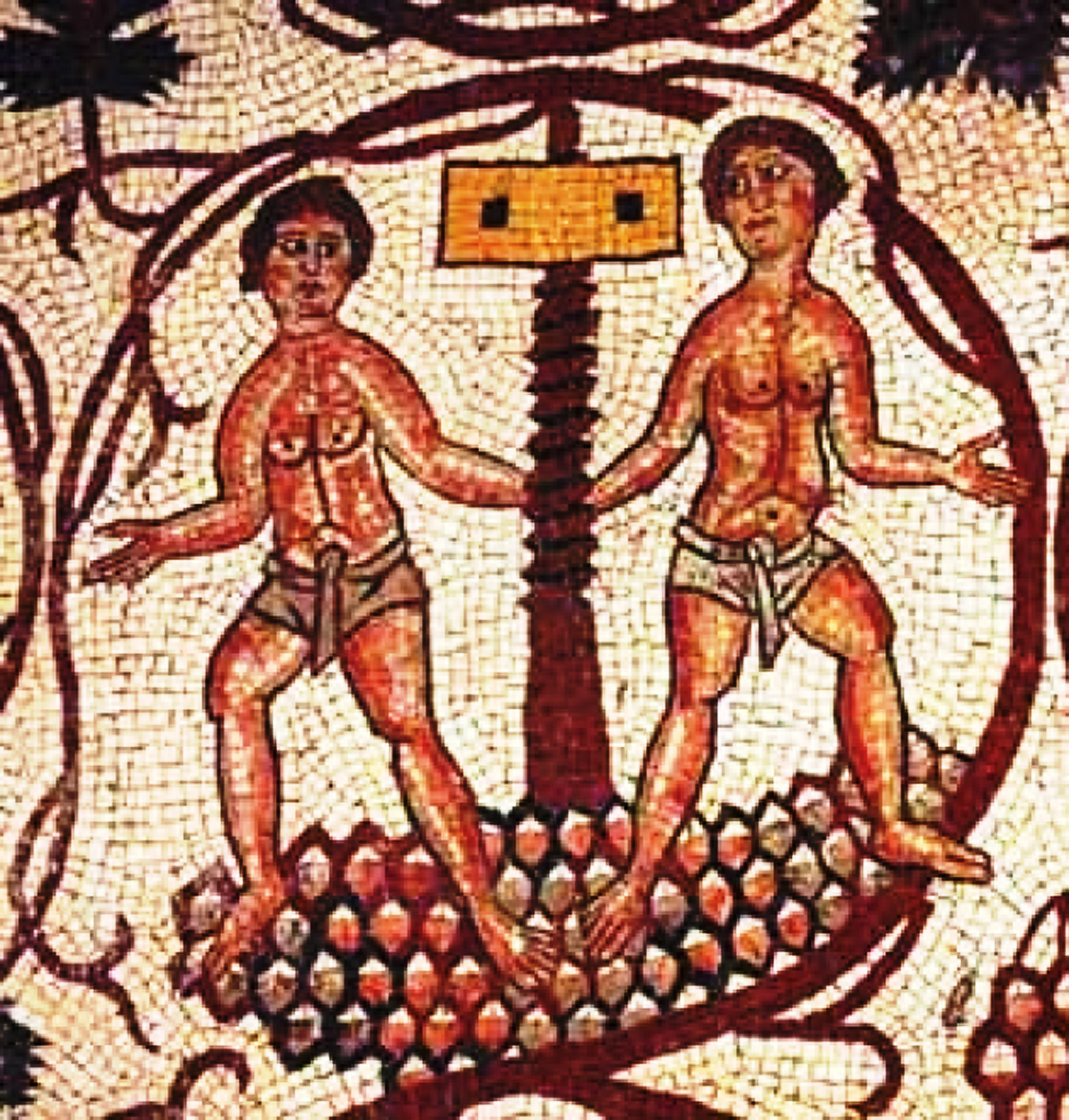

## Centre d'interprétation du mont Nébo

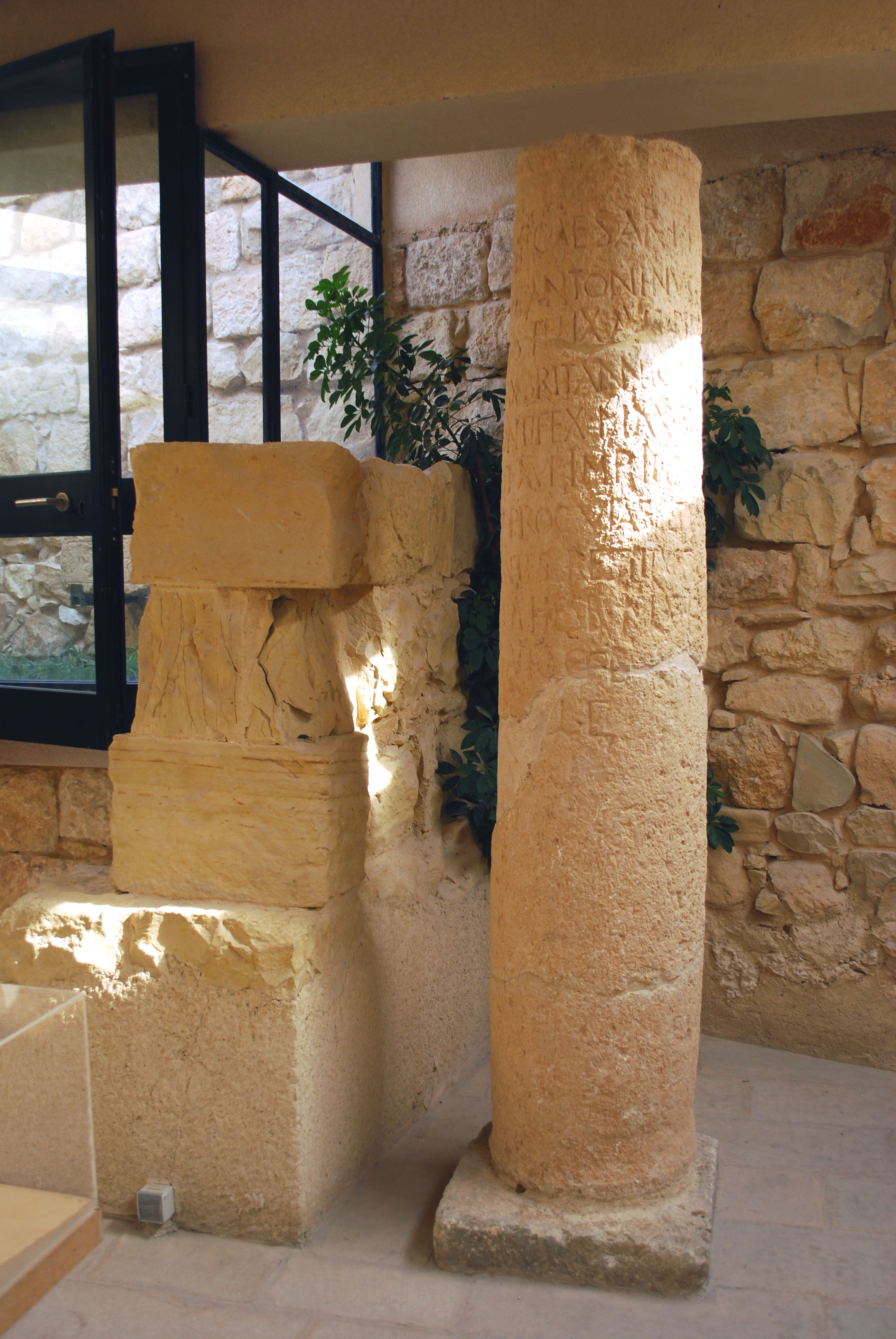
Borne de la voie romaine reliant Esbous à Livias (Centre d'interprétation du mont Nébo)

Le centre d'interprétation créé par les Franciscains à proximité de la basilique abrite plusieurs mosaïques et divers objets archéologiques, dont la sixième borne de la voie romaine qui reliait Esbous à Livias, par où les pèlerins accédaient au sanctuaire de Moïse.